# František Krupka
František Krupka (* 18. srpen 1885, Skuteč, Rakousko-Uhersko – 4. červenec 1963, Praha, ČSSR) byl československý architekt, představitel architektury 20. století. František Krupka patřil mezi představitele mnohotvárného meziválečného období ve vývoji československé architektury a věnoval se především stavbám na Slovensku.

## Život
Studoval v Praze, ve Vídni na Technické univerzitě a na Akademii výtvarných umění u profesora Bedřicha Ohmana. Po skončení studií pracoval ve Vídni na dostavbě císařského Hofburgu, po první světové válce začal působit na Památkovém úřadě v Bratislavě u Dušana Jurkoviče, se kterým spolupracoval na projektu mohyly Milana Rastislava Štefánika. Samostatnou projektovou kancelář si založil v roce 1922, když začal projektovat svou první velkou stavbu - Policejní ředitelství v Bratislavě.
Během svého života se věnoval hlavně výstavbě na Slovensku, ale jeho pole působnosti sahá až na Podkarpatská Rus, kde projektoval obchodní dům Legiodružstva a budovu Zemského úřadu v Užhorodě.
Jeho architektura má jasnou a vyváženou koncepci, kompoziční ucelenost a cit pro jemný architektonický detail.
Pojmenována je po něm Krupkova ulice v Bratislavě.

## Výběr realizací
- 1922 – Policejní ředitelství, Bratislava
- 1925 – 1935 – Univerzita Komenského, Bratislava
- 1925 – Středoškolská kolej, ulice 29. srpna, Bratislava
- 1925 – 1936 – Ústav zvelebování živností Martin
- 1928 – Hotel Palace, Bratislava

## Galerie

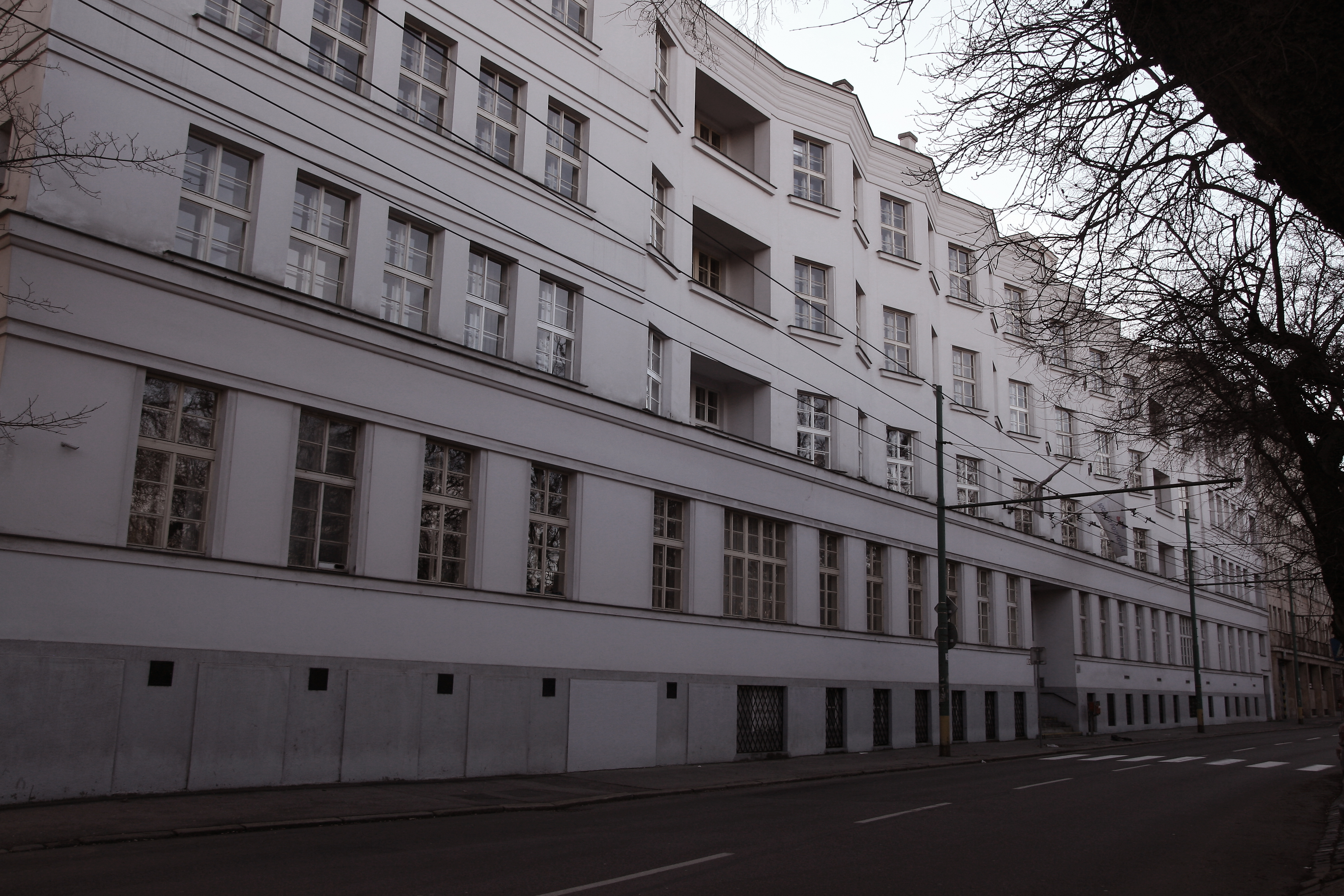
Středoškolní kolej na ulici 29. srpna, Bratislava
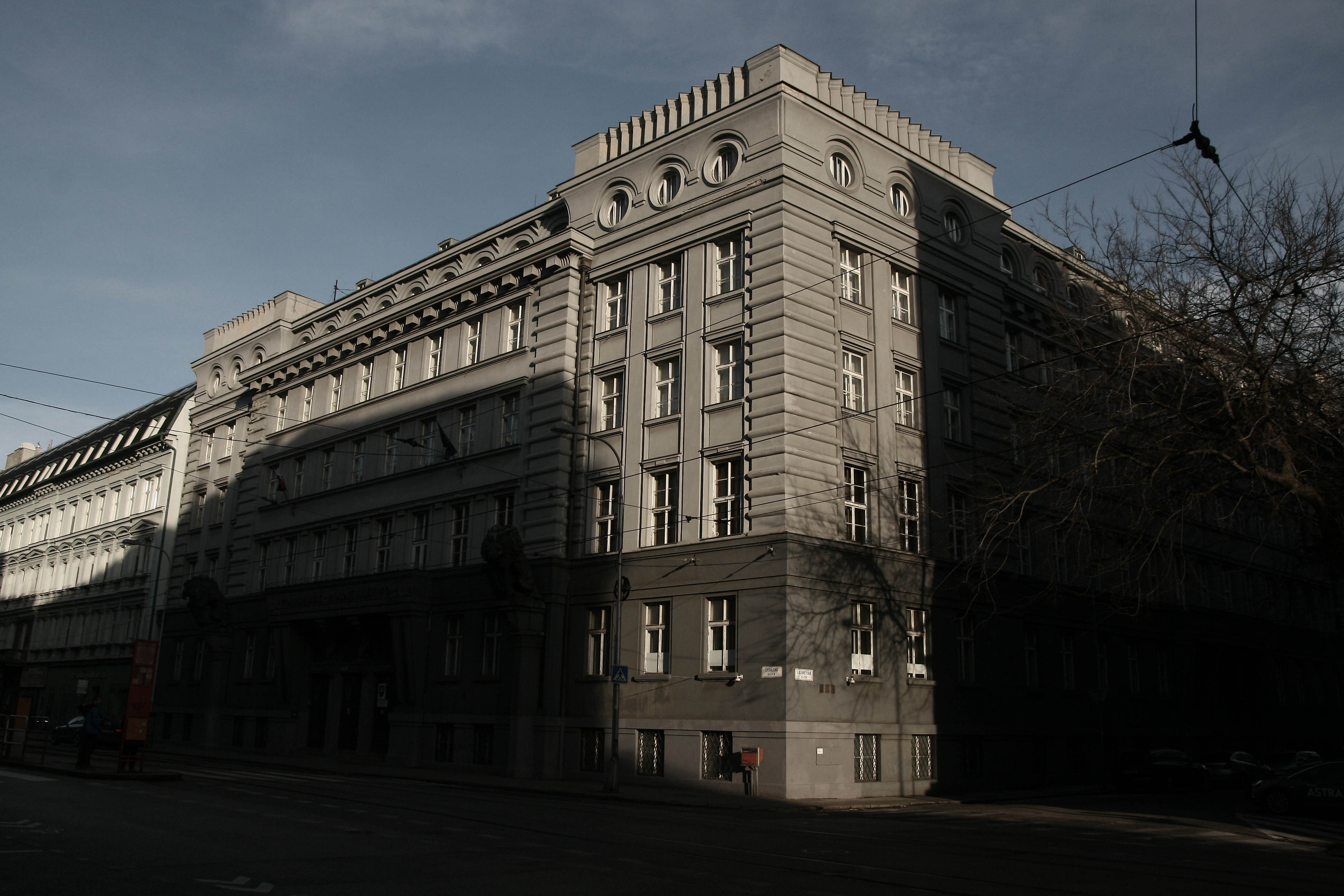
Policejní ředitelství, Bratislava
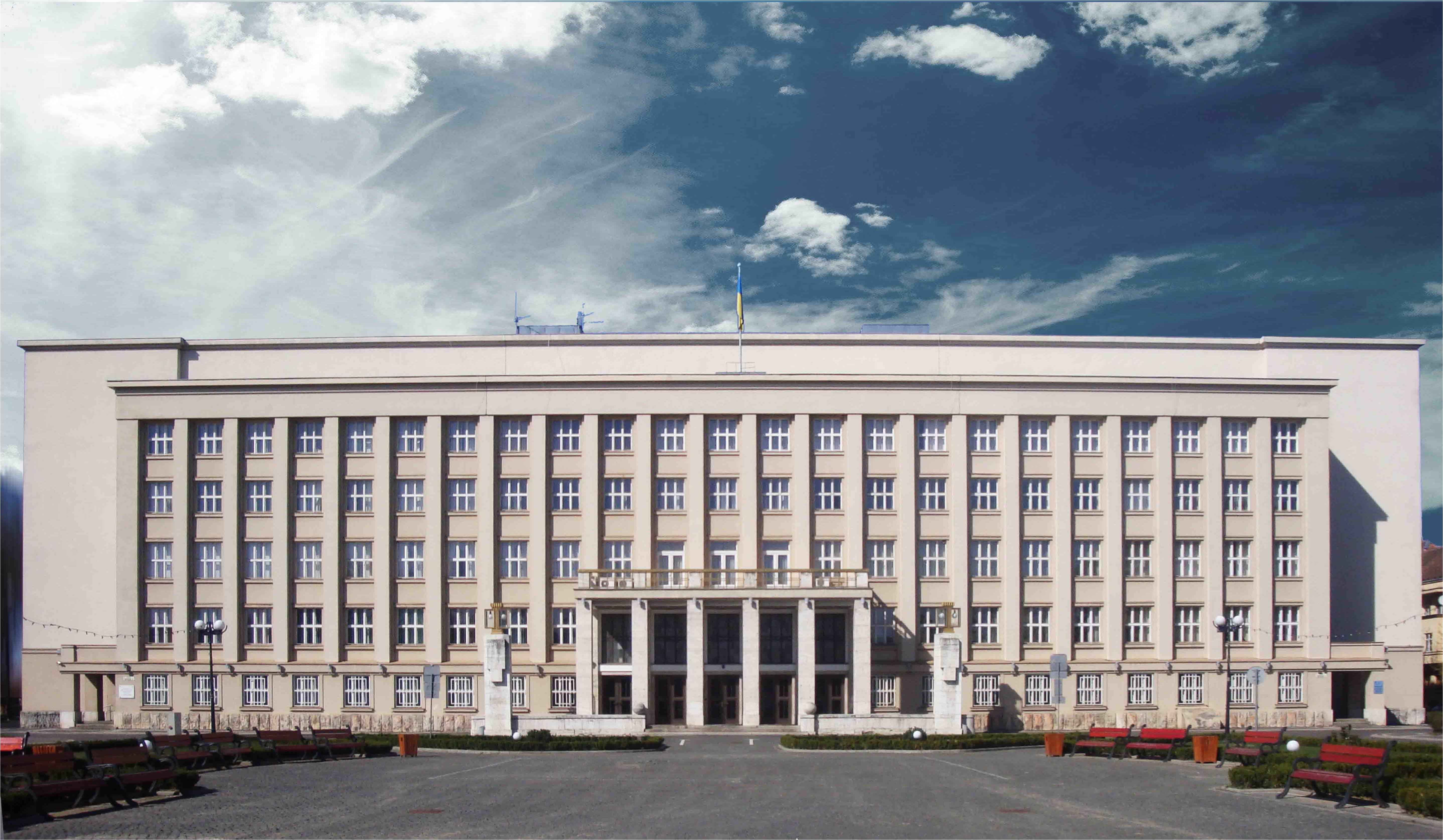
Zemský úřad, Užhorod, Ukrajina